# (33725) Robertkent
1999 NJ6 (asteroide 33725) é um asteroide da cintura principal. Possui uma excentricidade de 0.05726460 e uma inclinação de 9.82033º.
Este asteroide foi descoberto no dia 13 de julho de 1999 por LINEAR em Socorro.